# Courtney Campbell (ultra-trail)
Pour les articles homonymes, voir Courtney Campbell et Campbell.
Courtney Campbell est un athlète américain né en 1965. Spécialiste de l'ultra-trail, il a notamment remporté la Massanutten Mountain Trails 100 Mile Run en 1997 et 2001, la JFK 50 Mile en 1999 et que la Vermont 100 Mile Endurance Run en 2000.

## Résultats
- 1994
  - 2e de l'Old Dominion 100 Mile Endurance Run.

- 1995
  - 2e de l'Old Dominion 100 Mile Endurance Run.
  - 2e de la JFK 50 Mile.

- 1996
  - 3e de la Massanutten Mountain Trails 100 Mile Run.
  - 2e de la JFK 50 Mile.

- 1997
  - 1er de la Massanutten Mountain Trails 100 Mile Run.

- 1999
  - 1er de la JFK 50 Mile.

- 2000
  - 1er de la Vermont 100 Mile Endurance Run.

- 2001
  - 1er de la Massanutten Mountain Trails 100 Mile Run.